# Prinz Eugen (trein)
De Prinz Eugen is een Europese internationale trein voor de verbinding Bremen - Wenen. De trein is vernoemd naar Eugenius van Savoye. In 1683 nam hij als luitenant deel aan de veldtocht om het door de Turken belegerde Wenen te ontzetten. Als dank voor bewezen diensten werd hij bevorderd en was op 27-jarige leeftijd opgeklommen tot generaal. Later werd hij nog maarschalk en minister van Defensie in Oostenrijk. Hij woonde in Schloss Belvedere in Wenen.

## Trans Europ Express
In 1971 introduceerde de Deutsche Bundesbahn een binnenlands Intercity netwerk naar voorbeeld van de Trans Europ Express. Het was een verbetering van het 20 jaar eerder ingevoerde netwerk van F(ern)-zug verbindingen. De nieuwe IC treinen hadden net als de TEE alleen eerste klas rijtuigen. De treinen binnen dit netwerk met een buitenlandse bestemming werden als TEE gekwalificeerd. Op 26 september 1971 werd de Prinz Eugen in het TEE net opgenomen.

### Rollend materieel
De treindienst werd verzorgd door elektrische tractie met getrokken rijtuigen.

#### Tractie
in Duitsland werd de Prinz Eugen getrokken door de serie 103 van de DB .

#### Rijtuigen
Als rijtuigen werden de vanaf 1964 gebouwde vervolgseries type Rheingold ingezet. De TEE Rheingold en de TEE Rheinpfeil beschikten over uitzichtrijtuig, maar de Prinz Eugen kreeg een servicerijtuig met Bar, treintelefoon en werkcoupés. De maximumsnelheid van de rijtuigen, en dus ook van de trein, was 200 km/u.

### Route en dienstregeling
De Prinz Eugen startte op 26 september 1971 als TEE 87 voor de rit Bremen - Hannover - Göttingen - Bebra - Würzburg - Nürnberg - Regensburg - Passau - Wels - Linz - Wien West. De trein in tegengestelde richting reed met nummer TEE 86 van Wenen naar Bremen. Op 3 juni 1973 werden de treinnummers met tien verhoogd.
| TEE 97 | land       | station           | km   | TEE 96 |
| ------ | ---------- | ----------------- | ---- | ------ |
| 12:07  | Duitsland  | Bremen            | 0    | 17:45  |
| 13:12  | Duitsland  | Hannover          | 122  | 16:49  |
|        | Duitsland  | Göttingen         |      |        |
| 15:03  | Duitsland  | Bebra             | 311  | 14:49  |
| 16:47  | Duitsland  | Würzburg          | 479  | 13:11  |
| 17:44  | Duitsland  | Nürnberg          |      | 12:13  |
| 18:46  | Duitsland  | Regensburg        |      | 11:10  |
| 19:55  | Duitsland  | Passau            |      | 10:06  |
|        | Oostenrijk | Wels              |      |        |
| 21:07  | Oostenrijk | Linz              |      | 08:52  |
| 23:00  | Oostenrijk | Wien West Bahnhof | 1079 | 07:00  |

Op 1 juni 1975 is een extra stop in St. Pölten, tussen Linz en Wenen, toegevoegd. Op 30 mei 1976 volgde een ingrijpende routewijziging waarbij de treinnummers met zeventig werden verlaagd tot TEE 27 en TEE 26. Het noordelijke eindpunt was niet langer Bremen maar Hannover en er werd via het Ruhrgebied gereden in plaats van de kortste weg tussen Hannover en Würzburg te nemen. De route werd: Hannover - Minden - Bielefeld - Dortmund - Hagen - Wuppertal-Elberfeld - Keulen - Bonn - Koblenz - Mainz - Frankfurt am Main - Würzburg - Nürnberg - Regensburg - Passau - Wels - Linz - St. Pölten - Wien Westbahnhof. De stop in Minden gold alleen voor de TEE richting Hannover.
In 1978 is de exploitatie van de Prinz Eugen als gewone intercity IC 126/127 voortgezet.

## Eurocity

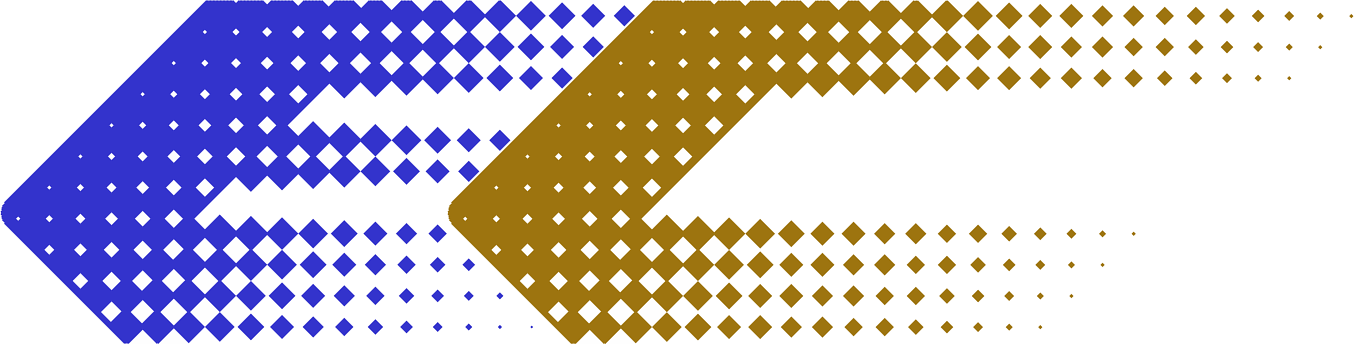
Eurocity logo

Toen in 1987 het Eurocity-net van start ging is de Prinz Eugen daarin opgenomen. De EuroCity reed hierbij bijna volgens de route van de TEE, maar nu met Hamburg-Altona als noordelijk eindpunt. Op 23 mei 1998 reed de EuroCity Prinz Eugen voor het laatst. Vanaf 24 mei 1998 werd de dienst verzorgd door een ICE die tot 12 december 2004 nog wel de naam Prinz Eugen voerde.